# Émile-Bernard Donatien
Pour les articles homonymes, voir Donatien.
Émile-Charles-Bernard Wessbecher, dit Émile-Bernard Donatien, E.B. Donatien ou simplement Donatien, est un acteur, réalisateur, producteur, scénariste, artiste décorateur, peintre et céramiste français, né le 20 juin 1887 à Paris et mort le 8 novembre 1955 à Appoigny dans l'Yonne.

## Biographie
Fils du fabricant Émile Bernard Wessbecher, Émile-Bernard Donatien naît le 20 juin 1887 dans le 11e arrondissement de Paris.
Compagnon de la comédienne Lucienne Legrand, cousin du général Koenig et oncle de la comédienne Claude Romet, il a débuté au cinéma avec Édouard-Émile Violet avec lequel il a collaboré sur plusieurs films dans les années 1920.
Il est inhumé au cimetière du Père-Lachaise (35e division).
Beaucoup de ses films sont aujourd'hui considérés comme perdus.

## Filmographie

### Réalisateur
- 1920 : Une histoire de brigands
- 1922 : Les Hommes nouveaux (coréalisation avec Édouard-Émile Violet)
- 1922 : L'Auberge (coréalisation avec Édouard-Émile Violet)
- 1923 : La Malchanceuse (coréalisation avec Benito Perojo) — film partiellement perdu —
- 1923 : L'Île de la mort — film perdu —
- 1923 : La Chevauchée blanche — film perdu —
- 1924 : Princesse Lulu
- 1924 : Pierre et Jean
- 1924 : Nantas (adapté de la nouvelle Nantas d'Émile Zola)
- 1925 : Mon curé chez les riches
- 1925 : Mon curé chez les pauvres
- 1925 : Le Château de la mort lente — film perdu —
- 1926 : Simone
- 1926 : Florine, la fleur du Valois
- 1926 : Au revoir et merci (coréalisation avec Pierre Colombier)
- 1928 : Miss Édith, duchesse
- 1928 : Le Martyre de Sainte-Maxence
- 1929 : L'Arpète
- 1932 : Mon curé chez les riches

### Acteur
- 1920 : Une histoire de brigands
- 1920 : Les Mains flétries : le lieutenant de vaisseau
- 1921 : La Ruse
- 1921 : L'Épingle rouge : Forest
- 1922 : Les Hommes nouveaux de Émile-Bernard Donatien et Édouard-Émile Violet
- 1922 : L'Auberge : Ulrich
- 1923 : La Malchanceuse
- 1923 : L'Île de la mort
- 1923 : La Chevauchée blanche
- 1924 : Princesse Lulu
- 1925 : Mon curé chez les riches
- 1925 : Mon curé chez les pauvres
- 1925 : Le Château de la mort lente
- 1926 : Au revoir et merci
- 1929 : L'Arpète

### Scénariste
- 1922 : L'Auberge
- 1923 : La Malchanceuse (coréalisation avec Benito Perojo)
- 1925 : Mon curé chez les riches d'après le roman de Clément Vautel
- 1925 : Le Château de la mort lente
- 1928 : Miss Édith, duchesse

### Décorateur
- 1921 : Blanchette de René Hervil